# Eric Tindill

a Compétitions nationales et continentales officielles uniquement.

b Matchs officiels uniquement.
Eric William Thomas Tindill, né le 18 décembre 1910 à Nelson et mort à Wellington le 1er août 2010 dans sa 100e année, était un joueur de rugby et de cricket néo-zélandais,  évoluant au poste de demi d'ouverture ou de centre. Sportif naturellement doué, il a été international néo-zélandais dans deux sports, le rugby à XV et le cricket. C'est le seul des sept joueurs internationaux néo-zélandais dans ces deux disciplines sportives à avoir fait un test match dans les deux sports.

## Carrière

### En rugby à XV
Ses débuts internationaux en rugby à XV ont lieu le 4 janvier 1936 lors de la défaite 13 à 0 contre l'Angleterre à Londres. Il s'agit de sa seule sélection officielle avec les All-Blacks mais il dispute également 16 matchs non-officiels de 1935 à 1938. En club il joue pendant 13 années avec l'équipe de la province de Wellington de 1932 à 1945.

### En cricket
En cricket, Eric Tindill dispute 5 tests pour l'équipe de Nouvelle-Zélande de cricket. Il joue en club avec Wellington.